# Trigonostemon croceus
Trigonostemon croceus là một loài thực vật có hoa trong họ Đại kích. Loài này được B.C.Stone miêu tả khoa học đầu tiên năm 1980.